# Steven Bauer
Esteban Ernesto Echevarría Samson, ismertebb nevén Steven Bauer (Havanna, 1956. december 2. –) kubai származású amerikai színész.
Fontosabb alakításai közé tartozik Manny Ribera az 1983-as A sebhelyesarcú című bűnügyi filmben, illetve Don Eladio Vuente az AMC Breaking Bad – Totál szívás című sorozatában. Pályafutása során két alkalommal jelölték Golden Globe-díjra.

## Fiatalkora és családja
Esteban Ernesto Echevarría Samson néven született Kuba fővárosában, Havannában. Édesanyja Lillian Samson Agostini iskolai tanár, édesapja Esteban Echevarría, egy kubai légitársaságnál dolgozó pilóta volt. Bauer anyai nagyapja zsidó származása miatt menekült el Németországból, míg anyai nagyanyja olasz származású kubai volt. Későbbi, színészként használt vezetéknevét Bauer anyai üknagyanyja vezetéknevéből kölcsönözte. Bauer családja 1960. július 4-én, Fidel Castro forradalma után menekült el Kubából Miamiba. A Miami Coral Park High School-ban érettségizett 1974-ben, eredetileg zenész akart lenni, de Miami-Dade Community College-ben tartózkodása során a színészet felé indult el. Később a Miami Egyetemen tanult tovább a színházművészeti tanszéken. Az egyetem hallgatói színházában, a Jerry Herman Ring Theatre-ben többször is fellépett, itt ismerkedett meg és barátkozott össze a színész Ray Liottával.

## Színészi pályafutása

### 1970-es és 1980-as évek
Első fontosabb szerepét a PBS csatorna kétnyelvű, ¿Qué Pasa, USA? című szituációs komédiájában kapta. 1977 és 1979 között Bauer egy Kubából Miamiba menekült család tizenéves fiát alakította. Az 1980-as Most és mindörökké című minisorozatban szintén feltűnt. Korai filmes szereplései során több alkalommal is Rocky Echevarría néven szerepelt a stáblistán. 1981-ben szerepet kapott a She's in the Army Now című vígjátékban, a forgatás alatt ismerte meg első feleségét, Melanie Griffith-et. Együtt New Yorkba költöztek, Ray Liotta lakásába, aki a házaspár Los Angeles-i lakásába költözött be. Bauer és Griffith is vett órákat a híres színészoktatótól, Stella Adlertől. Bauer off-Broadway produkciókban is vállalt szerepléseket. Rövid időre felvette a Rocky Echevarria művésznevet, majd megállapodott a Steven Bauer név mellett.
Az 1983-as A sebhelyesarcú című filmben Bauer játszhatta el Manny Riberát. Az eredeti, 1932-es filmben hasonló szerepben látható George Rafthoz hasonlóan ő sem számított még ismert színésznek a forgatás idejében. A producereket sikerült meggyőznie alakításával a szereplőválogatás során és kubai származású is előnyös volt a szerep szempontjából. Alakításáért Golden Globe-jelölést kapott legjobb férfi mellékszereplő kategóriában.
1986-ban még két fontosabb szerepe volt: az egyik Frank Sigliano nyomozó alakja a Rémült rohanás című filmben, Billy Crystal és Gregory Hines oldalán. A Gideon kardja című kanadai tévéfilmben az izraeli ügynök Avnert formálja meg. A film olyan Moszad ügynökökről szól, akik az 1972-es műncheni mészárlás után terroristákra vadásznak. A Gideon kardja szolgált alapjául Steven Spielberg München című 2005-ös filmjének.

### 1990 után
Bauer 1990-ben a megtörtént esetet feldolgozó Drug Wars: The Camarena Story című minisorozatban alakítja Kiki Camarenát, a brutálisan meggyilkolt beépített DEA-ügynököt (a sorozat további főszereplői Benicio del Toro és Craig T. Nelson). A szerep kedvéért Bauer komoly kutatómunkát végzett és nem csak DEA-ügynökökkel, hanem még drogdílerekkel is találkozott. Ez a film 1991-ben egy újabb Golden Globe-jelölést hozott a számára, ezúttal legjobb férfi főszereplő (minisorozat vagy tévéfilm) kategóriában. Szintén ebben az évben átvette a főszerepet Ken Wahltól a Wiseguy című sorozat negyedik évadjában. Ebben Michael Santana ügyvéd szerepében tűnik fel, miután a cselekmény szerint a Wahl által alakított szereplő eltűnik.
Az 1990-es évek elejétől Bauer főként akciófilmekben és bűnügyi drámákban szerepel, ezek közül érdemes megemlíteni a Legbelső félelem (1996) és a Traffic (2000) című filmeket. Utóbbiért a többi szereplővel közösen Screen Actors Guild-díjra jelölték Legjobb szereplőgárda (mozifilm)-kategóriában és meg is nyerték azt. Bár a 2000-es és a 2010-es években főként felejthetőbb művekben tűnt csak fel, a The Last Gamble című 2011-es filmmel (melyben egy szerencsejátékfüggő férfit alakít) két filmes díjat is elnyert. A 2012-es Paloma című rövidfilm díjazás tekintetében szintén kritikai sikert aratott.
A sebhelyesarcú alapján készült Scarface: The World Is Yours című 2006-os videójátékban a hangját kölcsönzi egy The Sandman nevű drogdílernek. A 2012-es Hitman: Absolution-ben egy Birdie nevű szereplő hangjaként alakít szinkronszerepet.
2011-ben szerepet kapott az AMC televíziós csatorna Breaking Bad – Totál szívás című bűnügyi drámájában, ebben a mexikói drogbárót, Don Eladio Vuentét alakítja. Szerepléséért 2012-ben Szaturnusz-díjra jelölték legjobb televíziós vendégszereplő kategóriában. A Better Call Saul című 2015-ös sorozatban – mely a Breaking Bad spin-off-ja és annak előzményeit meséli el – ismét a szereplő bőrébe bújik. 2017 óta a Moszad ügynökből magánnyomozóvá vált Avit alakítja a Showtime Ray Donovan című sorozatában.

## Magánélete
1981-ben házasodott össze Melanie Griffith színésznővel, egy gyermekük született, Alexander Bauer (1985). 1989-ben elváltak, ugyanebben az évben Bauer feleségül vette Ingrid Andersont, akitől egy Dylan nevű fia született 1990-ben. Második házassága is válással ért véget, 1991-ben. Egy évvel később kötött házasságot harmadik feleségével, Christiana Boney-val, de 2002-ben elváltak. Negyedik feleségével, Paulette Miltimore-ral 2003 és 2012 között élt házasságban.
2012 decemberében Bauert érvénytelen jogosítvánnyal való vezetés vádjával tartóztatták le Miamiben. 2016 októberében alkoholproblémái miatt önként vállalta gyógykezelését egy rehabilitációs intézményben.

## Válogatott filmográfia

### Film
| Év   | Magyar cím                               | Eredeti cím                               | Szerep                                        | Magyar hang          |
| ---- | ---------------------------------------- | ----------------------------------------- | --------------------------------------------- | -------------------- |
| 1983 | Lány a völgyből                          | Valley Girl                               | rózsaszínpólós srác (stáblistán nem szerepel) |                      |
| 1983 | A sebhelyesarcú                          | Scarface                                  | Manny Ribera                                  | Stohl András         |
| 1984 | Szívtolvaj                               | Thief of Hearts                           | Scott Muller                                  |                      |
| 1984 | Alibi test                               | Body Double                               | rendezőasszisztens                            |                      |
| 1986 | Rémült rohanás                           | Running Scared                            | Frank Sigliano nyomozó                        | Usztics Mátyás       |
| 1986 | Rémült rohanás                           | Running Scared                            | Frank Sigliano nyomozó                        | Fekete Ernő          |
| 1986 | Rémült rohanás                           | Running Scared                            | Frank Sigliano nyomozó                        | Berzsenyi Zoltán     |
| 1988 |                                          | Wildfire                                  | Frank                                         |                      |
| 1988 | Háborús fenevad                          | The Beast of War                          | Taj                                           |                      |
| 1989 | Halálos biztonsággal                     | Gleaming the Cube                         | Al Lucero                                     |                      |
| 1991 |                                          | A Climate for Killing                     | Paul McGraw                                   |                      |
| 1991 | Káin ébredése                            | Raising Cain                              | Jack Dante                                    | Kálid Artúr          |
| 1992 |                                          | Drive Like Lightning                      | Charlie Robinson                              |                      |
| 1993 | A hazug szuka                            | Woman of Desire                           | Jonathan Ashby/Ted Ashby                      | Rátóti Zoltán        |
| 1993 | Sárkányvirág                             | Snapdragon                                | David                                         | Gesztesi Károly      |
| 1994 | Az utolsó űrutazás                       | Terminal Voyage                           | Reese                                         | Selmeczi Roland      |
| 1994 |                                          | Improper Conduct                          | Sam                                           |                      |
| 1994 |                                          | Stranger by Night                         | Bobby Corcoran                                |                      |
| 1995 | A csendes kopó                           | Codename: Silencer                        | Vinnie Rizzo                                  | Gesztesi Károly      |
| 1995 | Vad oldal                                | Wild Side                                 | Tony                                          | Szabó Sipos Barnabás |
| 1996 | Legbelső félelem                         | Primal Fear                               | Joey Pinero                                   | Kőszegi Ákos         |
| 1996 | Legbelső félelem                         | Primal Fear                               | Joey Pinero                                   | Galambos Péter       |
| 1996 | Indián blues                             | Navajo Blues                              | Nick Epps / John Cole                         |                      |
| 1997 |                                          | Kickboxing Academy                        | Carl                                          |                      |
| 1997 | Filmszakadás                             | The Blackout                              | színész                                       |                      |
| 1997 | Szökevények                              | Plato's Run                               | Sam                                           | Kálid Artúr          |
| 1998 |                                          | Star Portal                               | Dr. Ray Brady                                 |                      |
| 1998 | Versace gyilkosság                       | The Versace Murder                        | John Jacoby FBI-ügynök                        |                      |
| 1998 | Meztelen hazugság                        | Naked Lies                                | Kevin Dowd                                    |                      |
| 2000 |                                          | El Grito                                  | Ibarra                                        |                      |
| 2000 |                                          | Glory Glory                               | Jack                                          |                      |
| 2000 | Mindörökké Lulu                          | Forever Lulu                              | Lou                                           |                      |
| 2000 |                                          | Rave                                      | Antonio                                       |                      |
| 2000 | Traffic                                  | Traffic                                   | Carlos Ayala                                  | Haás Vander Péter    |
| 2001 |                                          | Speed Limit                               | Jeff                                          |                      |
| 2001 |                                          | The Learning Curve                        | Mark York                                     |                      |
| 2002 | Sorsforduló                              | Malevolent                                | Greg Pruitt százados                          | Megyeri János        |
| 2003 | Az utolsó akkord                         | Masked and Anonymous                      | Edgar                                         |                      |
| 2003 |                                          | Nola                                      | Leo                                           |                      |
| 2004 | A sitten                                 | Doing Hard Time                           | Anthony Wade nyomozó                          | Rosta Sándor         |
| 2005 |                                          | How the Garcia Girls Spent Their Summer   | Victor Reyes                                  |                      |
| 2005 |                                          | Keeper of the Past                        | polgármester                                  |                      |
| 2005 |                                          | Hitters Anonymous                         | Theodore Swan                                 |                      |
| 2005 | Ököljog                                  | Pit Fighter                               | Manolo                                        |                      |
| 2005 |                                          | The Feast of the Goat/La fiesta del Chivo | Viñas                                         |                      |
| 2005 | El Tropico                               | The Lost City                             | Castel                                        | Borbiczki Ferenc     |
| 2006 |                                          | Dead Lenny                                | Lenny Long                                    |                      |
| 2006 |                                          | Ladrones & Mentirosos                     | Oscar                                         |                      |
| 2007 |                                          | The Last Sentinel                         | drón tudós                                    |                      |
| 2008 |                                          | Dark World                                | Rick                                          |                      |
| 2008 | Mutánsok                                 | Mutants                                   | Santiago                                      | Háda János           |
| 2008 |                                          | Didn't Know How I Was                     | Mr. Hernandez                                 |                      |
| 2009 | Ellenséges terület 3. – A kolumbiai túsz | Behind Enemy Lines: Colombia              | Manuel Valez tábornok                         |                      |
| 2011 | Az árnyékvadász                          | Shadows in Paradise                       | Stubbs ügynök                                 |                      |
| 2012 |                                          | Paloma                                    | Enrique                                       |                      |
| 2012 | Sötét titok                              | A Dark Truth                              | Tony Green                                    | Sarádi Zsolt         |
| 2012 | Vérfarkas: A szörny köztünk van          | Werewolf: The Beast Among Us              | Hyde                                          | Haás Vander Péter    |
| 2012 |                                          | Sins Expiation                            | Williams                                      |                      |
| 2013 |                                          | Real Gangsters                            | "Big" Nick Salens                             |                      |
| 2013 |                                          | Once Upon a Time in Queens                | P.O. Ramirez                                  |                      |
| 2013 |                                          | Seasick Sailor (rövidfilm)                | Waldorf                                       |                      |
| 2014 | A hasonmás                               | The Lookalike                             | Frank                                         | Kőszegi Ákos         |
| 2016 | Harc az örökségért                       | JL Ranch                                  | Hector                                        | Nagypál Gábor        |
| 2021 | Vesztes nők forradalma                   | Women Is Losers                           | Don Juan                                      |                      |
| 2021 | A bérgyilkosok célpontja                 | Love on the Rock                          | Claudio Fairbanks                             | Jakab Csaba          |
| 2024 | Gyönyörű esküvő                          | Beautiful Wedding                         | Sancho                                        | Bolla Róbert         |

### Televízió
| Év        | Magyar cím                               | Eredeti cím                                       | Szerep                      | Megjegyzések                                |
| --------- | ---------------------------------------- | ------------------------------------------------- | --------------------------- | ------------------------------------------- |
| 1977–1979 |                                          | ¿Qué pasa, U.S.A.?                                | Jose 'Joe' Peña             | 28 epizód                                   |
| 1978      | Rockford nyomoz                          | The Rockford Files                                | Jesus Hernandez             | 1 epizód                                    |
| 1980      | Most és mindörökké                       | From Here to Eternity                             | Ignacio Carmona közlegény   | 1 epizód                                    |
| 1981      | Zsarublues                               | Hill Street Blues                                 | Fuentes rendőr              | 2 epizód                                    |
| 1981      |                                          | She's in the Army Now                             | Nick Donato                 | tévéfilm                                    |
| 1981      |                                          | One Day at a Time                                 | Eduardo                     | 1 epizód                                    |
| 1982      |                                          | An Innocent Love                                  | Duncan Widders              | tévéfilm                                    |
| 1985      |                                          | Alfred Hitchcock Presents                         | szerencsejátékos            | 1 epizód                                    |
| 1986      | Gideon kardja                            | Sword of Gideon                                   | Avner                       | - tévéfilm - magyar hangja: - Jakab Csaba   |
| 1987      |                                          | Tales from the Hollywood Hills: A Table at Ciro's | Tony Montoya                | tévéfilm                                    |
| 1990      |                                          | Drug Wars: The Camarena Story                     | Kiki Camarena               | minisorozat                                 |
| 1990      |                                          | Wiseguy                                           | Michael Santana             | 9 epizód                                    |
| 1991      |                                          | Sweet Poison                                      | Bobby                       | tévéfilm                                    |
| 1991      |                                          | False Arrest                                      | Dan Ryan nyomozó            | tévéfilm                                    |
| 1992      |                                          | Drive Like Lightning                              | Charlie                     | tévéfilm                                    |
| 1992      |                                          | Red Shoe Diaries                                  | Michael                     | 1 epizód                                    |
| 1997      |                                          | Sisters and Other Stranger                        | Anthony Quintana            | tévéfilm                                    |
| 1998      | Végtelen határok                         | The Outer Limits                                  | Waylon Dumar őrmester       | 1 epizód                                    |
| 1998      |                                          | Welcome to Paradox                                | Angel Cardenas nyomozó      | 1 epizód                                    |
| 1999      | Walker, a texasi kopó                    | Walker, Texas Ranger                              | Lorenzo Cabral              | 1 epizód                                    |
| 2000      | A legendás trombitás                     | For Love or Country: The Arturo Sandoval Story    | Angel                       | tévéfilm                                    |
| 2000–2001 | Az elveszett ereklyék fosztogatói        | Relic Hunter                                      | Tony                        | 2 epizód                                    |
| 2001      | Nash Bridges – Trükkös hekus             | Nash Bridges                                      | Lima                        | 1 epizód                                    |
| 2001      | V.I.P. – Több, mint testőr               | V.I.P.                                            | Blake Thompson              | 1 epizód                                    |
| 2001      |                                          | Boss of Bosses                                    | Vito Genovese               | tévéfilm                                    |
| 2001      |                                          | UC: Undercover                                    | Carlos Cortez               | 3 epizód                                    |
| 2002      | Lear főnök: Texas királya                | King of Texas                                     | Menchaca                    | tévéfilm                                    |
| 2004      | Szörnyek szigete                         | Raptor Island                                     | Azir                        | - tévéfilm - magyar hangja: - Sótonyi Gábor |
| 2005      |                                          | Sex, Love & Secrets                               | Stefano                     | 1 epizód                                    |
| 2006      |                                          | South Beach                                       | Rivera hadnagy              | 3 epizód                                    |
| 2007      | A South Beach királyai                   | Kings of South Beach                              | Allie Boy                   | tévéfilm                                    |
| 2007      |                                          | Planet Raptor                                     | Mace Carter százados        | tévéfilm                                    |
| 2007      | Minden lében négy kanál                  | Burn Notice                                       | Reyes                       | 1 epizód                                    |
| 2007      | Esküdt ellenségek: Különleges ügyosztály | Law & Order: Special Victims Unit                 | Raphael Gardner             | 1epizód                                     |
| 2009      | Döglött akták                            | Cold Case                                         | Osmany 'Oz' Leon            | 1 epizód                                    |
| 2009      | Amerikai fater                           | American Dad!                                     | Fernando Jaramillo          | 1 epizód                                    |
| 2009      | Észvesztő                                | Mental                                            | Diego Suarez                | 1 epizód                                    |
| 2010      |                                          | Hacienda Heights                                  | Eduardo Garcia polgármester | 11 epizód                                   |
| 2011      | Breaking Bad – Totál szívás              | Breaking Bad                                      | Don Eladio Vuente           | 2 epizód                                    |
| 2012      | Haláli zsaruk                            | Common Law                                        | Miguel Avila                | 1 epizód                                    |
| 2013      | A mentalista                             | The Mentalist                                     | Don Clyde                   | 1 epizód                                    |
| 2013      | CSI: A helyszínelők                      | CSI: Crime Scene Investigation                    | Bobby Esposito              | 1 epizód                                    |
| 2013–2017 | Ray Donovan                              | Ray Donovan                                       | Avi                         | főszereplő (1-5. évad)                      |
| 2014      | Éjszakai műszak                          | The Night Shift                                   | Milo Osborne                | visszatérő szerep (1. évad)                 |
| 2014      | Hawaii Five-0                            | Hawaii Five-0                                     | Jimmy Sykes                 | 1 epizód                                    |
| 2015      |                                          | Battle Creek                                      | Roderigo                    | 1 epizód                                    |
| 2015–2017 | Zsaruvér                                 | Blue Bloods                                       | Gerry Guerrero              | vendégszereplő (6-7. évad)                  |
| 2017–2018 | Az alvilág királynője                    | Queen of the South                                | El Santo                    | 4 epizód                                    |
| 2017–2022 | Better Call Saul                         | Better Call Saul                                  | Don Eladio Vuente           | vendégszereplő (3., 5-6. évad)              |
| 2018      | Góliát (televíziós sorozat)              | Goliath                                           | Willie                      | 1 epizód                                    |
| 2019      | Supergirl                                | Supergirl                                         | Bernardo Rojas              | 1 epizód                                    |
| 2021      | NCIS                                     | NCIS                                              | Miguel Torres               | 1 epizód                                    |
| 2023      | S.W.A.T. – Különleges egység             | S.W.A.T.                                          | Sancho Zamora               | 1 epizód                                    |
| 2023      | A Fehér Ház vízszerelői                  | White House Plumbers                              | Dr. Manuel Artime           | 1 epizód                                    |
| 2023      | Feketelista                              | The Blacklist                                     | Vicente Sandoval            | 1 epizód                                    |

### Videójátékok
| Év   | Cím                          | Szerep      |
| ---- | ---------------------------- | ----------- |
| 2006 | Scarface: The World is Yours | The Sandman |
| 2012 | Hitman: Absolution           | Birdie      |

## Díjak és jelölések
| Év   | Díj                                                      | Kategória                                            | Mű                            | Eredmény |
| ---- | -------------------------------------------------------- | ---------------------------------------------------- | ----------------------------- | -------- |
| 1984 | Golden Globe-díj                                         | Legjobb férfi mellékszereplő                         | A sebhelyesarcú               | Jelölve  |
| 1990 | Golden Globe-díj                                         | Legjobb férfi főszereplő (minisorozat vagy tévéfilm) | Drug Wars: The Camarena Story | Jelölve  |
| 2000 | Screen Actors Guild-díj                                  | Legjobb szereplőgárda (mozifilm)                     | Traffic                       | Elnyerte |
| 2010 | Short Film Award                                         | Legjobb mellékszereplő színész                       | Crumble                       | Elnyerte |
| 2011 | Szaturnusz-díj                                           | Legjobb televíziós vendégszereplő                    | Breaking Bad – Totál szívás   | Jelölve  |
| 2011 | Hoboken International Film Festival                      | Legjobb színész                                      | The Last Gamble               | Elnyerte |
| 2012 | New York International Independent Film & Video Festival | Legjobb színész                                      | The Last Gamble               | Elnyerte |

## Fordítás
- Ez a szócikk részben vagy egészben  a   Steven Bauer című angol Wikipédia-szócikk ezen változatának fordításán alapul.  Az eredeti cikk szerkesztőit annak laptörténete sorolja fel. Ez a jelzés csupán a megfogalmazás eredetét és a szerzői jogokat jelzi, nem szolgál a cikkben szereplő információk forrásmegjelöléseként.